# Ташева Таміла Равілівна
Тамі́ла Раві́лівна Ташева (крим. Tamila Taşeva, 1 серпня 1985, Самарканд, Узбецька РСР) — українська державна та громадська діячка, правозахисниця. Співзасновниця ГО «КримSOS».
Заступниця Постійного Представника Президента України в Автономній Республіці Крим від 25 жовтня 2019 року. Постійна Представниця Президента України в Автономній Республіці Крим із 25 квітня 2022 до 4 грудня 2024 року. Народний депутат України (з 6 грудня 2024 року). Голосувала за закон України 12414 який був ухвалений з порушенням Регламенту Верховної Ради України та підпорядкував НАБУ та САП Генеральному прокурору.

## Біографія
Таміла Ташева народилася 1985 року в Самарканді в Узбецькій РСР у сім'ї депортованих з Криму кримських татар. У 1991 році родина Ташевої повернулася до Криму. Тамілі в цей час було 5 років. Сім'я поселилася у самобуді під Сімферополем.
Після школи Таміла вступила до Таврійського університету ім. Вернадського на факультет східних мов за спеціальністю Арабська філологія. У 2002 році вона приєдналася до Кримськотатарського молодіжного центру, де зайнялася організацією культурних заходів.
Брала активну участь у Помаранчевій революції, організовувала мітинги в Криму. На революції в Києві Таміла познайомилася з представниками громадської організації «Фундація регіональних ініціатив». Згодом вона очолила кримський осередок цієї організації.
У 2006 році стала помічницею депутатки Лесі Оробець. Потім працювала аналітиком у партії «Наша Україна». У 2010 році отримала керівну посаду у видавництві «Наш Формат». Пізніше вона стала PR-менеджером гурту «ТіК».
У грудні 2013 року Ташева брала участь у Революції Гідності, була волонтером у госпіталі Євромайдану. Взимку 2014 року Ташева з активістами створили Facebook-сторінку «КримSOS» для висвітлення окупації АР Крим та Севастополя, репресивної політики РФ, документування порушень прав людини на території Криму, підтримання зв'язків з громадянами, які жили в окупації. Згодом «КримSOS» перетворився у повноцінну громадську організацію, яка займається питанням зникнення кримських татар та порушення прав мешканців півострова.
З 2018 до 2023 року була членом правління Міжнародного фонду «Відродження».
Була кандидатом у народні депутати від партії «Голос» на парламентських виборах 2019 року, № 26 у списку.
25 жовтня 2019 року Таміла Ташева стала лауреаткою польської премії Серджіо Вієйра ді Меллу в номінації «Особистість». Нагороду визначають щороку у двох рівнозначних категоріях: особистість та неурядова організація, діяльність яких спрямована на благо мирного співіснування та співробітництва між суспільствами, релігіями та культурами.
25 жовтня 2019 року Розпорядженням Президента України призначена Заступницею Постійного Представника Президента України в АР Крим.
З 2020 до 2023 року була членом наглядової ради Українського Інституту.
З 25 квітня 2022 по 4 грудня 2024 року обіймала посаду Постійного Представника Президента України в АР Крим, де займалася розробкою та впровадженням реінтеграційних політик, а також підтримкою законодавчих ініціатив, спрямованих на підготовку до реінтеграції Криму після його деокупації. У тому ж 2022 році увійшла до рейтингу «Люди НВ у рік війни» NV.
Ташева брала участь у розробці Стратегії деокупації та реінтеграції Автономної Республіки Крим та міста Севастополя, а також в підготовці кількох законодавчих ініціатив, таких як закон щодо статусу корінних народів України, закон про осіб, позбавлених свободи через політично вмотивовані переслідування, цивільних заручників і військовополонених, та скасування статусу нерезидента для кримчан. Вона також долучалася до концепції розвитку кримськотатарської мови і брала участь в організації установчого саміту Кримської платформи.
У березні 2024 року Таміла Ташева увійшла в рейтинг топ 100 жінок-лідерок в межах проєкту «УП 100. Сила жінок» у категорії «Державне управління та політика», а у травні того ж року — до рейтингу «50 надихаючих лідерок» за версією видання NV.
25 листопада 2024 року ЦВК визнала Ташеву обраною Народною депутаткою України IX скликання від партії Голос.
Член Комітету Верховної Ради України з питань організації державної влади, місцевого самоврядування, регіонального розвитку та містобудування, член Тимчасової слідчої комісії з питань розслідування можливих фактів порушення законодавства України у сферах культури, охорони культурної спадщини, туризму, фізичної культури і спорту. З 17 червня — голова Підкомітету з питань відновлення державної влади та місцевого самоврядування на тимчасово окупованих територіях України, в Автономній  Республіці Крим та місті Севастополі.
22 липня 2025 проголосувала за прийняття змін в законопроєкті 12414, які обмежують повноваження незалежних НАБУ та САП.

## Нагороди
- Ювілейна медаль «25 років незалежності України» (2016) — «за значні особисті заслуги у становленні незалежної України, утвердженні її суверенітету та зміцненні міжнародного авторитету, вагомий внесок у державне будівництво, соціально-економічний, культурно-освітній розвиток, активну громадсько-політичну діяльність, сумлінне та бездоганне служіння Українському народу»[25];
- Орден княгині Ольги III ступеня (2019) — «за громадянську мужність, самовіддане відстоювання конституційних принципів демократії, прав і свобод людини, виявлені під час Революції Гідності, плідну громадську і волонтерську діяльність»[26];
- Премія Серджіо Вієйра ді Меллу в номінації «Особистість» (2019)[11]
- Грамота Верховної Ради України «За заслуги перед Українським народом» (2023)[27]
- Нагорода «За служіння ісламу та Україні» Духовного управління мусульман України «Умма» (2024)[28];
- Нагорода Інституту народної жіночої дипломатії України «Голос миру через цінності та об'єднання» у номінації «Впливова жінка в дипломатії» (2024)[29].